# José Ramírez de Arellano

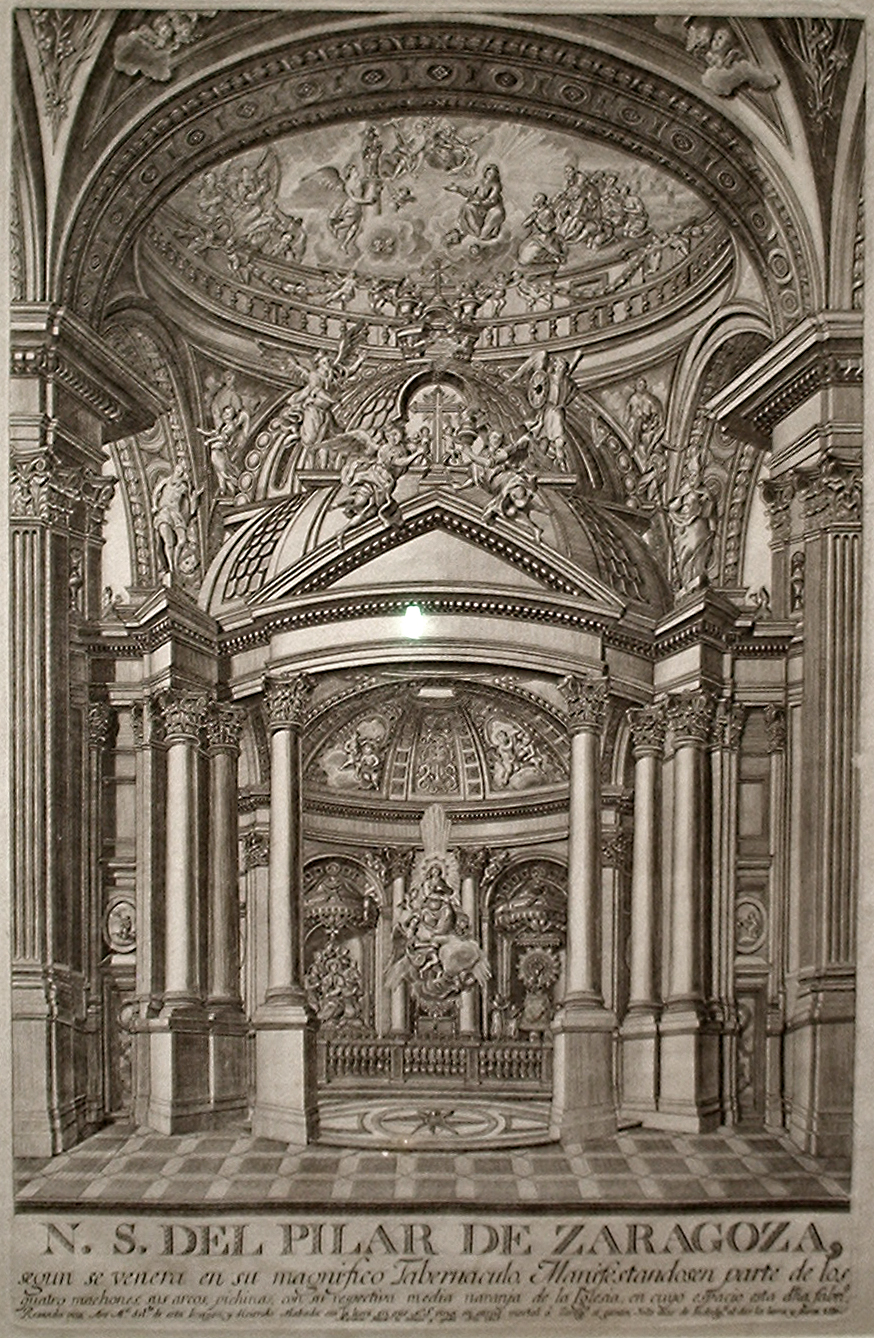
La decoración escultórica de la Santa Capilla de la Basílica del Pilar fue realizada en su mayor parte por José Ramírez de Arellano y su taller.

José Ramírez de Arellano (Baells, Huesca, h. 1705 - Zaragoza, 27 de marzo de 1770), también conocido erróneamente como José Ramírez Benavides, fue un arquitecto y escultor barroco español. 
A pesar del descrédito de que gozó a partir del triunfo de los cánones neoclásicos y durante todo el siglo XIX, su obra fue elogiada en su tiempo por críticos de talante neoclasicista como Ceán Bermúdez.

## Biografía
Vivió en Zaragoza desde los ocho años, momento en el que su padre, el conocido imaginero aragonés Juan Ramírez instala la primera Academia de Dibujo de Aragón en 1714, y que fue el centro de formación académico más importante de Aragón hasta la creación en 1732 de la Real Academia de Bellas Artes de San Luis. José fue director de la Academia fundada por su padre, donde contó con la colaboración de destacados artistas de Zaragoza, como José Luzán que fue profesor de Goya en su primer aprendizaje.
En 1740 fue nombrado Escultor del Rey y en 1758 Académico de la Real Academia de Bellas Artes de San Fernando.
En 1746 muere su padre y, junto a sus hermanos Manuel (también escultor reconocido), Juan (pintor, que marcharía poco después a Madrid) y Francisca (que tomó pronto los hábitos), mantuvieron el taller y academia familiar, que desde entonces adoptaría un carácter más neoclásico que gremial. En ese año está en Madrid, en la Corte, y a partir de 1751, año en que fue designado para encargarse de la dirección adjunta de las obras de la Capilla de Nuestra Señora del Pilar, conoce a varios artistas de prestigio de ese tiempo que vienen contratados para colaborar en su construcción, como el pintor Antonio González Velázquez (encargado de pintar la cúpula bajo la que se erigió el templete), el escultor Carlos Salas y, por supuesto, al mismo Ventura Rodríguez, que proyectó la obra y delegó casi absolutamente en Ramírez de Arellano la construcción del tabernáculo. Las obras se comenzarían a ejecutar en 1754 y su parte arquitectónica había prácticamente finalizado en 1762. En los tres años siguientes, entre 1762 y 1765, modeló y esculpió los monumentales relieves que ocupaban la decoración del muro frontero de dicho templete, el mismo donde se halla la Virgen.  
Desde 1752 trasladó su casa y taller a la calle Fuenclara de Zaragoza, ya solo regentado por él y su hermano Manuel. Pasados los cincuenta años de edad, se casa con Micaela de Diego y las Heras con la que tuvo tres hijos que llegarán a la edad adulta. Murió en 1770.

## Obra
Desde la muerte de su padre en 1739 el taller familiar sigue realizando realiza distintos retablos escultóricos con destino a iglesias y conventos de Zaragoza. La primera obra de José Ramírez de Arellano de la que se tiene noticia es el retablo de Santo Tomás de Aquino de la iglesia de las Escuelas Pías de Zaragoza, de 1740, y se pueden citar muchas otras, como por ejemplo el San Nicolás (1742) de la serie que actualmente se puede contemplar en la iglesia de San Gil.

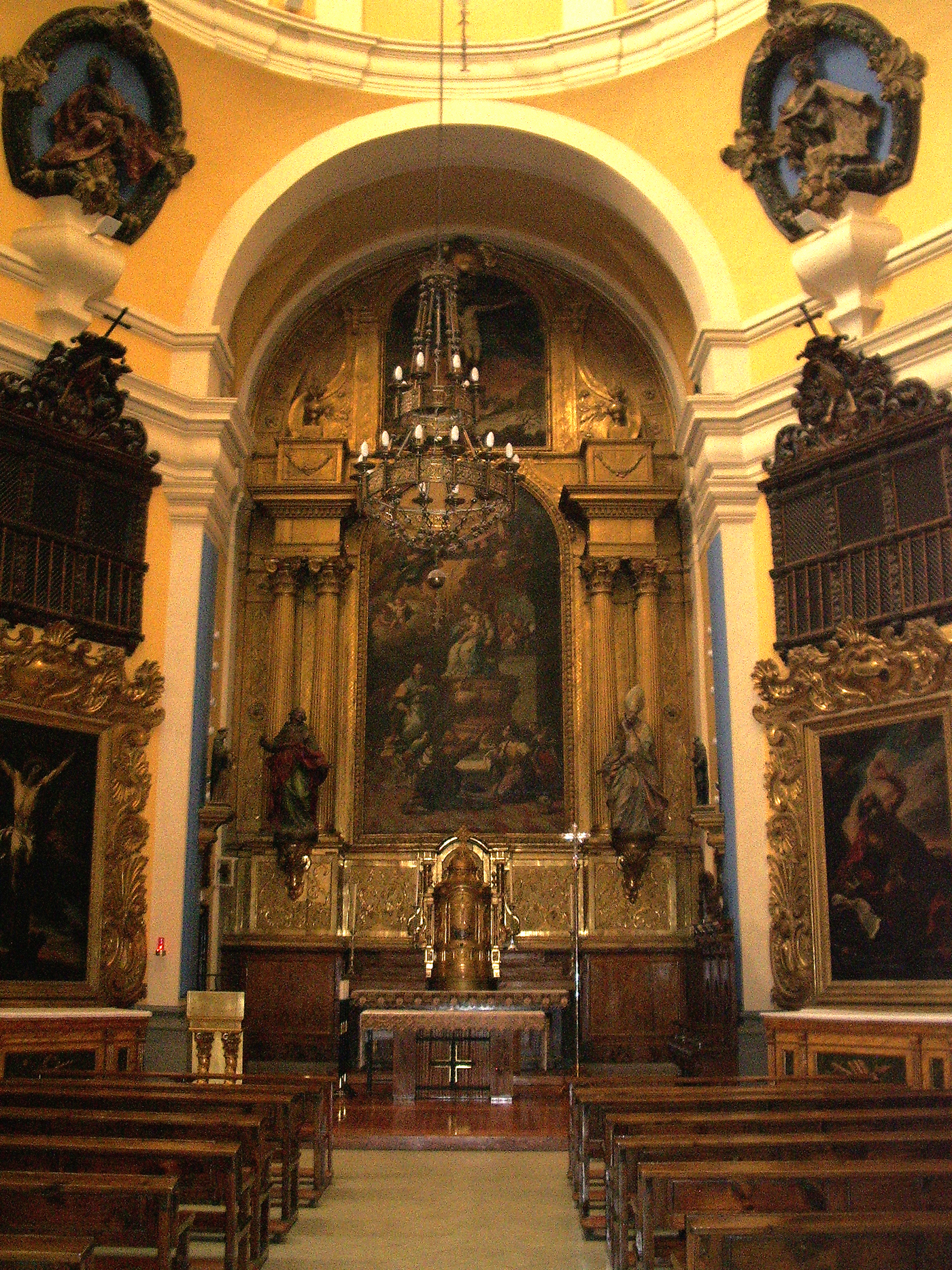
El interior de la iglesia del Hospital Real de Santa María de Gracia de Zaragoza está decorado con obras escultóricas de José Ramírez de Arellano.

También se encuentra obra religiosa de su taller dispersa por toda la región. Cabe citar de 1745 el retablo de la iglesia parroquial de Santa Teresa del antiguo convento del Carmen de Tarazona y un San Sebastián del convento de Santa Clara de Borja. Otras obras suyas son el retablo de la capilla de San Jerónimo de la Catedral de Huesca, ornamentos para el Palacio Real de Madrid en 1746), y la colaboración en el retablo mayor del convento de San Lorenzo Justiniano de Cuenca. En la iglesia parroquial de San Juan Evangelista de Peralta, en 1766, construyó el retablo central, en el que destaca el relieve del martirio de san Juan y las esculturas de cuatro apóstoles.
Fue también un importante arquitecto de retablos. Entre sus diseños destaca el de Nuestra Señora de Zaragoza la Vieja de la iglesia de San Miguel de los Navarros (1750), de estilo rococó, y los de la iglesia de Santa Isabel de Portugal de Zaragoza (1760), que recuerda el estilo de Borromini. 
Entre 1758 y 1765 llevó a cabo, con la colaboración de su hermano Manuel Ramírez de Arellano y el activo taller que dirigían, entre cuyos artistas se encontraba el también escultor Joaquín Arali, la mayor parte de la obra escultórica que requería la decoración de la Santa Capilla de la Virgen. Se trabajó simultáneamente en este lustro en los putti de mármol de Carrara de las enjutas, los grandes relieves de los entrepaños (Venida de la Virgen, y Santiago y los Siete Convertidos), obras todas ellas esculpidas en mármol de Carrara. Asimismo, se realizaban dieciséis puertas de madera nogal labradas, las estatuas de ángeles jóvenes de las cuatro pechinas y otras figuras que ornamentan la fachada exterior meridional y occidental de la Santa Capilla.
Los tejidos y pliegues remiten al estilo acartonado de Gregorio Fernández, aunque en su última época matizará y suavizará sus angulosos paños, como se observa en el Hospital de Nuestra Señora de Gracia.
Fue un escultor de transición entre el barroco y el neoclásico, pero el carácter expresionista e innovador de su estilo le valieron la incomprensión de la crítica académica del siglo XIX. Sus obras cumbre son las que esculpió entre 1762 y 1765 para el proyecto iconográfico del muro curvo frontero de la Capilla de Nuestra Señora del Pilar: Santiago y los Siete Convertidos y La Venida de la Virgen del Pilar. También cultivó un estilo más manierista, de talante rococó, como se aprecia en el San Antonio de la misma Santa Capilla.